# Proterhinus unicolor
Proterhinus unicolor is een keversoort uit de familie Belidae. De wetenschappelijke naam van de soort is voor het eerst geldig gepubliceerd in 1936 door Perkins.